# Sibrand
Hochmeister Sibrand was de eerste grootmeester van de Duitse Orde.
De Duitse Orde werd opgericht in Akko in 1189 als een broederschap werkend als hospitaal. Sibrand werd vaak aangeduid als Meister Sibrand. Sibrand regeerde als Hochmeister van 1190 tot 1192 en werd daarna opgevolgd door Gerhard. Niet veel jaren later veranderde deze broederschap in een ridderorde. Er is heel weinig informatie beschikbaar over Sibrand, net als over andere vroege grootmeesters van de Duitse Orde.